# ホルヘ・ボレット

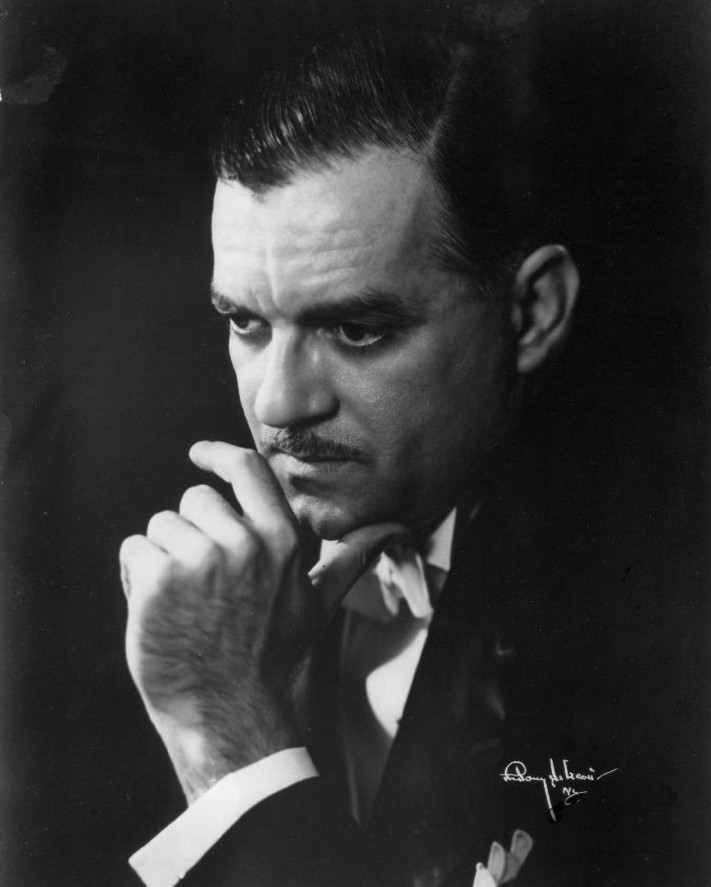

ホルヘ・ボレット（Jorge Bolet, 1914年11月15日 - 1990年10月16日）はピアニスト・指揮者である。姓名の日本語表記は、一時フランス語読みの「ボレ」と表記されていたが、当人の出身地キューバの公用語であるスペイン語にもとづいて「ボレット」に表記が統一された。

## 来歴
キューバのハバナに生まれ、フィラデルフィアのカーティス音楽学校にてレオポルド・ゴドフスキーとデヴィッド・サパートンに師事。ラフマニノフの従兄であり、リストの弟子でもあったアレクサンドル・ジロティにも師事し、ジロティの下で自身の演奏スタイルを確立した。卒業演奏ではショパンのピアノ・ソナタ第3番とゴドフスキーの『こうもり』によるパラフレーズを演奏した。学生時代の貴重な録音には、ブゾーニ版の『ラ・カンパネッラ』が収録されている。1939年から1942年まで母校カーティス音楽学校で教鞭を執るが、1942年に米軍に入隊し、GHQの一員として日本に派遣された。日本滞在中に、ギルバート＆サリヴァンのオペレッタ『ミカド』の日本初演を指揮した。
ピアニストとして名声に恵まれるようになったのは、ようやく1970年代初頭になってからであり、カーネギーホールでの演奏によって評価を確かなものにした。ボレットは、ある批評家が述べたように、「長年の無視に傷ついていた」ものの、まさにあらん限りの能力を発揮した。その驚異的な演奏は、近年のフィリップス・レコードにおける「20世紀の偉大なるピアニスト」シリーズのCDでも確認することができる。後にルドルフ・ゼルキンの後任としてカーティス音楽学校ピアノ科の主任教授を務めたが、やがてその地位から退き、再び演奏活動に取り組んだ。なおホルヘ・ボレットは作曲家フランツ・リストの孫弟子にあたる。1946年まで存命という、リストの弟子の中で特に長生きをしたモーリツ・ローゼンタールとアレクサンドル・ジロティに師事したことによる。

## 人物
ボレットは、とりわけロマン派音楽の大作の演奏や録音によって記憶され、リストとショパンの解釈は特に有名である。また、トランスクリプションやもの珍しいレパートリーにも精通し、ゴドフスキーの恐ろしく演奏の至難な作品の、その多くを作曲者本人に師事して、自分のものとしていた。
デッカ・レコードと契約して、1978年から主要なレパートリーを録音し続けたが、メリーランド州の国際ピアノ・アーカイヴやBBCにも貴重なライブ音源が秘蔵されている。
教育にもかなり力をいれ、アメリカのテレビ局からもその動画が全編放映された国際ピアノマスタークラスは演奏動画を十分に堪能することが出来る。そのマスタークラスで指導を受けたバリー・ダグラスは、1986年のチャイコフスキー国際コンクールのピアノ部門で優勝した。
現在、プロコフィエフのピアノ協奏曲第2番は多くの録音リリースに恵まれ、日本人の演奏すら珍しいことではなくなったが、この作品の世界初録音はボレットのものである。決定版とされたマルコム・フレイジャーの演奏よりも数年先んじている。
たしかに「無視された」時間は長かったかもしれないが、初期から実力は認められており、かつては「エベレスト」と呼ばれたレーベルにロマン派の協奏曲を録音している。この時期が「全盛期」であり、広く認められたカンタービレを重視した後年のスタイルと違い、人間業を超えた強奏なども見られる。

## 死去
ボレットは長らく自宅で心臓発作のために死去とされていたが、現在ではAIDS合併症で亡くなったことが判明している。